# Bob Montgomery (pugile)
Bob Montgomery (Sumter, 10 febbraio 1919 – 25 agosto 1998) è stato un pugile statunitense.
La International Boxing Hall of Fame lo ha riconosciuto fra i più grandi pugili di ogni tempo.

## Gli inizi
Pugile afroamericano, iniziò la carriera da professionista dal 1938.

## La carriera
Imbattuto nei primi 23 incontri, divenne campione del mondo dei leggeri nel 1944 battendo Beau Jack, da cui era stato sconfitto nel 1943 in un altro match per il titolo.
Si batté con altri grandi campioni degli Anni '40 quali Fritzie Zivic, Petey Scalzo, Sammy Angott.